# Neufvy-sur-Aronde
Neufvy-sur-Aronde és un municipi francès, situat al departament de l'Oise i a la regió dels Alts de França. L'any 2007 tenia 216 habitants.

## Demografia

### Població
El 2007 la població de fet de Neufvy-sur-Aronde era de 216 persones. Hi havia 66 famílies de les quals 12 eren unipersonals (8 homes vivint sols i 4 dones vivint soles), 25 parelles sense fills i 29 parelles amb fills.
La població ha evolucionat segons el següent gràfic:
Habitants censats

### Habitatges
El 2007 hi havia 81 habitatges, 72 eren l'habitatge principal de la família, 2 eren segones residències i 6 estaven desocupats. Tots els 80 habitatges eren cases. Dels 72 habitatges principals, 63 estaven ocupats pels seus propietaris, 8 estaven llogats i ocupats pels llogaters i 1 estava cedit a títol gratuït; 4 tenien dues cambres, 18 en tenien tres, 16 en tenien quatre i 35 en tenien cinc o més. 62 habitatges disposaven pel capbaix d'una plaça de pàrquing. A 26 habitatges hi havia un automòbil i a 41 n'hi havia dos o més.

### Piràmide de població
La piràmide de població per edats i sexe el 2009 era:
| Homes | Edats   | Dones |
| ----- | ------- | ----- |
| 0     | 95 o +  | 0     |
| 0     | 90 a 94 | 0     |
| 0     | 85 a 89 | 0     |
| 0     | 80 a 84 | 0     |
| 0     | 75 a 79 | 4     |
| 0     | 70 a 74 | 0     |
| 4     | 65 a 69 | 4     |
| 0     | 60 a 64 | 0     |
| 0     | 55 a 59 | 0     |
| 0     | 50 a 54 | 0     |
| 12    | 45 a 49 | 4     |
| 4     | 40 a 44 | 8     |
| 8     | 35 a 39 | 8     |
| 24    | 30 a 34 | 20    |
| 0     | 25 a 29 | 8     |
| 0     | 20 a 24 | 4     |
| 0     | 15 a 19 | 4     |
| 12    | 10 a 14 | 8     |
| 16    | 5 a 9   | 12    |
| 8     | 0 a 4   | 20    |

## Economia
El 2007 la població en edat de treballar era de 146 persones, 115 eren actives i 31 eren inactives. De les 115 persones actives 102 estaven ocupades (55 homes i 47 dones) i 12 estaven aturades (4 homes i 8 dones). De les 31 persones inactives 7 estaven jubilades, 17 estaven estudiant i 7 estaven classificades com a «altres inactius».

### Ingressos
El 2009 a Neufvy-sur-Aronde hi havia 79 unitats fiscals que integraven 244 persones, la mediana anual d'ingressos fiscals per persona era de 20.301 €.

### Activitats econòmiques
Dels 5 establiments que hi havia el 2007, 1 era d'una empresa de fabricació d'altres productes industrials, 2 d'empreses de construcció, 1 d'una empresa de comerç i reparació d'automòbils i 1 d'una empresa de transport.
Dels 3 establiments de servei als particulars que hi havia el 2009, 1 era un taller de reparació d'automòbils i de material agrícola i 2 electricistes.
L'any 2000 a Neufvy-sur-Aronde hi havia 4 explotacions agrícoles que ocupaven un total de 524 hectàrees.

## Poblacions més properes
El següent diagrama mostra les poblacions més properes.